# (6584) Luděkpešek
(6584) Luděkpešek ist ein Asteroid des Hauptgürtels. Er wurde am 31. März 1984 vom US-amerikanischen Astronomen Edward L. G. Bowell an der Anderson Mesa Station des Lowell-Observatoriums (IAU-Code 688) im Coconino County entdeckt.
Der Asteroid wurde am 20. März 2000 nach dem tschechischen Künstler und Schriftsteller Luděk Pešek (1919–1999) benannt, der vor allem durch seine Space Art bekannt ist und mehrere Science-Fiction-Erzählungen verfasste.